# Chrysocolaptes strictus
El pito sultán de Java (Chrysocolaptes strictus) es una especie de ave piciforme de la familia Picidae propia del sur de Asia. En ocasiones es considerada como subespecie del pito sultán grande.

## Subespecies
Se reconocen dos subespecies:
- C. s. strictus (Horsfield, 1821) – en el este de Java y Bali;
- C. s. kangeanensis Hoogerwerf, 1963 – en las islas Kangean.